# 基思·阿弗莱克
基思·阿弗莱克（英語：Keith Affleck，？—），澳大利亚男子射击运动员。他曾代表澳大利亚参加1982年英联邦运动会射击比赛，获得一枚金牌。